# Malaria!
Pour les articles homonymes, voir Malaria (homonymie).
Malaria! est un girl group ouest-allemand, originaire de Berlin-Ouest, actif entre 1981 et 1992. Il est issu de la formation Mania D en 1981, elle-même issue du mouvement des dillettantes géniaux. Elles connaissent un succès international pendant le mouvement new wave. Les membres fondatrices étaient Gudrun Gut et Bettina Köster. S'y ajoutaient Manon Pepita Duursma du projet O.U.T. de Nina Hagen, Christine Hahn, qui avait déjà collaboré avec le musicien d'avant-garde Glenn Branca, et Susanne Kuhnke du groupe Die Haut. Leur clip vidéo Geld/Money réalisé par Brigitte Bühler expose un art cinématographique expérimental.

## Histoire
Le groupe se forme en janvier 1980 lors du premier festival punk et no wave organisé à Mayence par Joachim Stender, qui veut promouvoir la Neue Deutsche Welle.
Malaria! joue avec Nina Hagen au Studio 54 de New York et avec John Cale au Mudd Club. Malaria! a fait une tournée avec Siouxsie and the Banshees, New Order et The Birthday Party, avec lesquels ils ont joué à la Danceteria de New York, aux Bains Douches de Paris, à la Batcave de Londres et de façon récurrente au SO36 à Berlin-Kreuzberg. Malaria! a influencé de jeunes groupes et artistes féminines, comme Chicks on Speed et Barbara Morgenstern, qui a également publié chacune une reprise de Kaltes klares Wasser au tournant du millénaire.
Au milieu des années 1980, Malaria! a cessé ses activités et ce n'est qu'en 1992, réduit au trio Köster-Gut-Duursma, qu'il a sorti du nouveau matériel sous le titre Elation.

## Style musical
Musicalement, Malaria! oscille entre la dark wave néo-classique et la musique d'avant-garde froide et dansante. Leur titre le plus connu est Kaltes klares Wasser, dont Bettina Köster contribue à écrire le texte. Conçu à l'origine uniquement pour être présenté en public, le titre est créé comme production annexe lors d'une tournée à Bruxelles, et devient rapidement un tube underground en 1981.

## Discographie
- 1981 : Malaria (12")
- 1981 : How Do You Like My New Dog? (7")
- 1982 : Emotion (LP)
- 1982 : New York Passage (12")
- 1982 : White Water (12")
- 1983 : Revisited – Live (Kassette)
- 1984 : Beat the Distance (12")
- 1991 : Compiled (CD)
- 1991 : Kaltes klares Wasser (CDM)
- 1992 : Elation (CDM)
- 1993 : Cheerio (CD)
- 2001 : Compiled 1981-1984 (CD)
- 2001 : Versus EP (12")